# Федорович, Иосиф Иосифович (контр-адмирал)
Ио́сиф Ио́сифович Федоро́вич (26 декабря 1822  [7 января 1823], Николаев, Николаевское и Севастопольское военное губернаторство — 1898, Николаев, Николаевское военное губернаторство) — контр-адмирал Российского императорского флота, герой Крымской войны (1853—1856 годов).

## Биография
Родился 26 декабря 1822 года[по какому календарю?] в Николаеве, в семье морского офицера И. Я. Федоровича. Был крещён 15 января 1823 года в греческой Николаевской церкви.
В связи со смертью матери воспитывался дядей (братом матери), гражданским губернатором города Люблин.
В феврале 1834 года на основании прошения дяди к императору Николаю I и по личному распоряжению последнего он был принят в Санкт-Петербургский морской кадетский корпус, который окончил в 1838 году. В качестве гардемарина участвовал в походах в Балтийское море. Произведён 8 января 1841 года в чин мичмана.
По окончании кадетского корпуса, с января 1841 года по декабрь 1874 года, служил на Черноморском флоте.
Проходил службу на парусном линейном корабле «Двенадцать апостолов» под командованием капитана 1-го ранга В. А. Корнилова. В 1843—1846 годах на шхуне «Ялта» перевозил грузы между черноморскими портами и на бриге «Неарх» и корабле «Двенадцать Апостолов» крейсировал по Чёрному морю. 7 апреля 1846 года произведён в чин лейтенанта. В 1846—1848 годах на шхуне «Забияка» перешёл из Одессы в Константинополь, оттуда в Средиземное море и вернулся обратно. В 1849 году награждён орденом Св. Анны III степени. В 1850—1851 годах на шхуне «Забияка» и 120-пуш. корабле «Двенадцать Апостолов» крейсировал у абхазских берегов. 25 июля 1852 года переведён в Черноморскую юнкерскую школу.
Участвовал в Крымской войне (1853—1856 годов). В 1853 году, при Синопском сражении, в ходе которого в чине лейтенанта командовал артиллерией 120-типушечного линейного корабля «Три Святителя», «за отличную храбрость и распорядительность во время боя, при метком и быстром действии дека» был представлен адмиралом П. С. Нахимовым к награждению орденом Св. Владимира 4-й степени с бантом. В сентябре 1854 года корабль «Три Святителя», в числе других кораблей, был затоплен в Севастопольской бухте, а лейтенант И. И. Федорович направлен на оборону Керчи, где воевал до сдачи города русскими войсками 24 мая 1855 года.
С 15 июня по 24 августа 1855 года он участвовал в обороне Севастополя, где был последним командиром 2-го бастиона, — самого незащищённого из всех бастионов обороняющегося города. Этот бастион называли «адом», а сражающихся там считали самоубийцами. За проявленное мужество и героизм был награждён золотой саблей с надписью «За храбрость» и 16 ноября 1855 года произведён в чин капитан-лейтенанта.
В 1856 году перевёл клипер «Стрелок» из Архангельска в Кронштадт, за что награждён орденом Св. Станислава II степени. В 1857 году капитан-лейтенант И. И. Федорович назначен командовать этим клипером, на котором отправился на Дальний Восток России в составе 1-го Амурского отряда винтовых судов капитана 1-го ранга Д. И. Кузнецова. В 1857—1859 годах командовал тем же клипером в Тихом океане, по возвращении домой был награждён императорской короной к ордену Св. Станислава.
5 апреля 1860 года капитан-лейтенант Федорович был прикомандирован к Морскому кадетскому корпусу, а 28 ноября 1861 года — к Черноморской штурманской роте. 19 августа 1862 года назначен чиновником для особых поручений при конторе Николаевского порта. 1 января 1863 года произведён в чин капитана 2-го ранга. 25 мая того же года отчислен от должности с назначением во 2-й сводный Черноморский экипаж. 26 марта 1864 года назначен верхнеднепровским, а 22 января 1866 года – владимиро-волынским уездным исправником. 1 января 1867 года произведён в чин капитана 1-го ранга. 8 апреля 1868 года зачислен в резервный флот. 16 ноября 1870 года зачислен в 8-й флотский экипаж. 27 октября 1873 года переведён в Черноморский флот.
16 декабря 1876 года из-за полученных ранений, после 41 года беспорочной службы, И. И. Федорович вышел в отставку, получив чин контр-адмирала.
Скончался в Николаеве в 1898 году.

## Семья
- Сын — Федорович, Иосиф Иосифович (1875—1937) — русский горный инженер, один из основателей горноспасательного дела в России, выдающийся организатор-хозяйственник, один из основоположников горно-металлургической отрасли в Кузбассе.